# Europejskie Forum Wachau

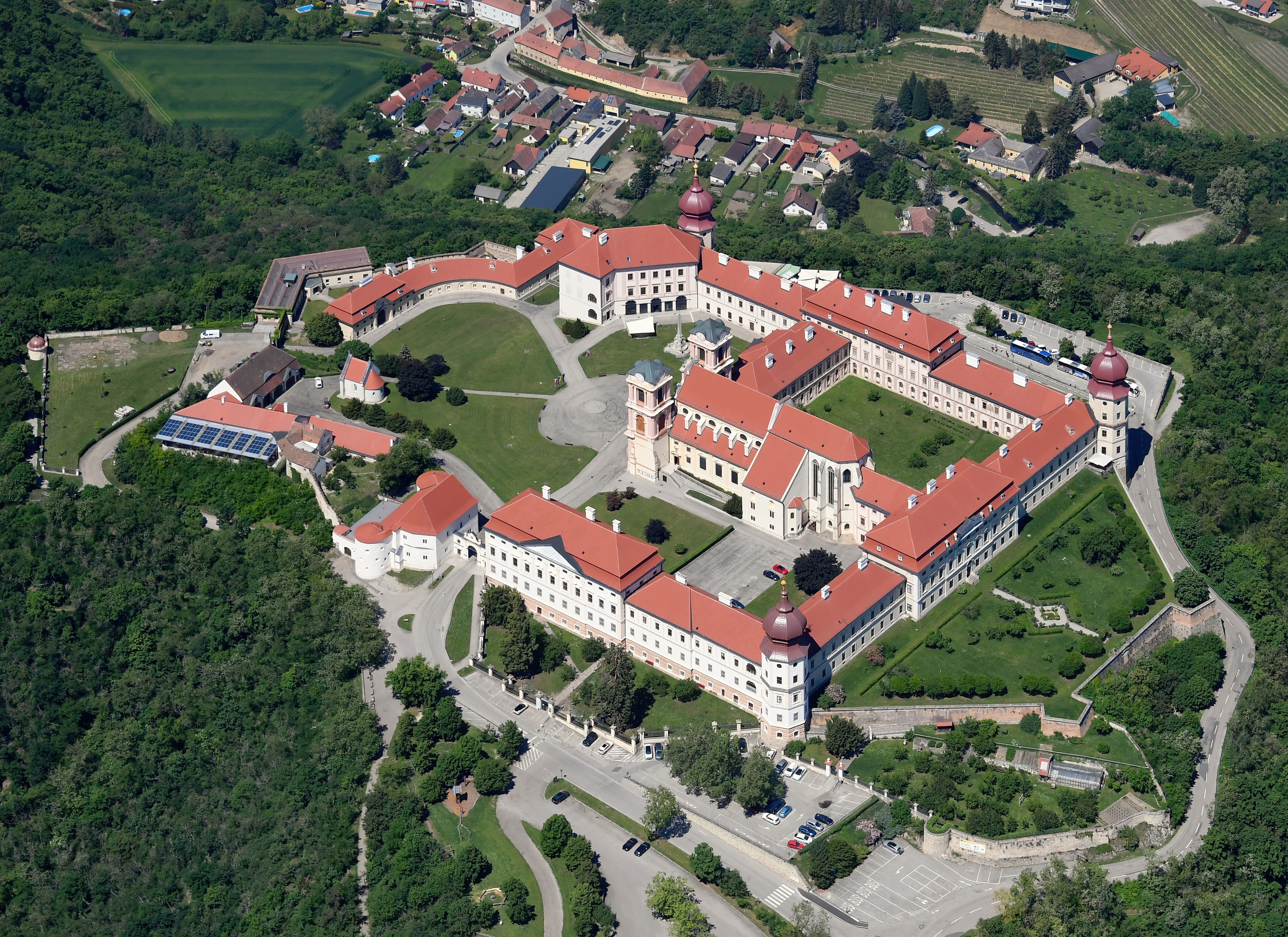
Opactwo Benedyktynów Göttweig

Europejskie Forum Wachau (niem. Europa-Forum Wachau) – forum polityczne, które zostało założone w roku 1995 w opactwie benedyktynów Göttweig w okręgu Krems w Dolnej Austrii. Jego organizatorem jest stowarzyszenie Europa-Forum Wachau, które współpracuje w tej mierze z Federalnym Ministerstwem ds. Spraw Europejskich, Integracji oraz Międzynarodowych wraz z Urzędem krajowym Dolnej Austrii. Posiedzenia prowadzi publicysta Paul Lendvai.

## Historia

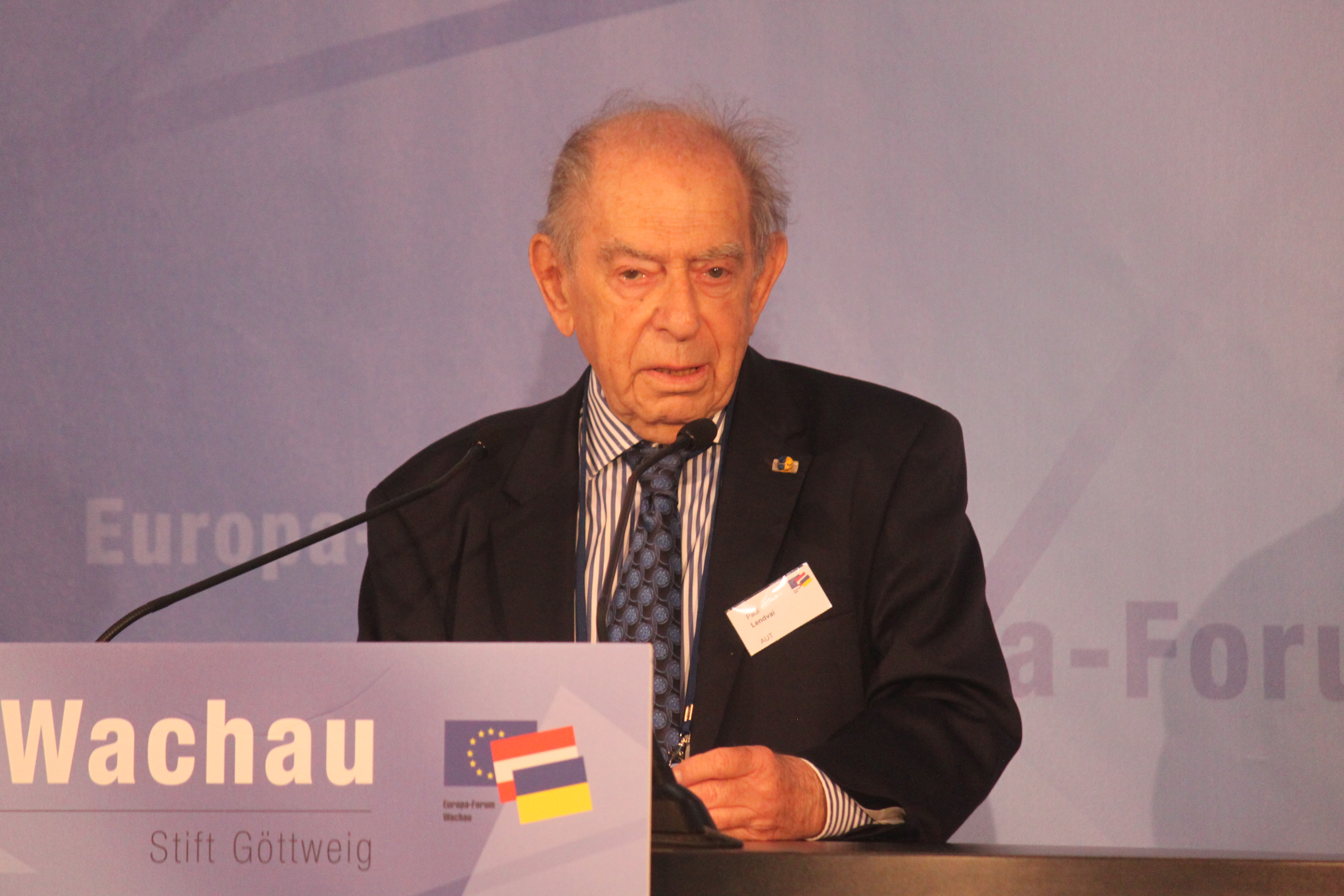
Wachau, 2017 Paul Lendvai

Europejskie Forum Wachau zostało powołane do życia w 1995 r. przez austriackiego ministra spraw zagranicznych Aloisa Mocka i premiera Dolnej Austrii Erwina Prölla w związku z przystąpieniem Austrii do Unii Europejskiej. Założycielom towarzyszyła myśl wzmocnienia bliskości Europy. Forum stanowiło także bodziec i platformę dyskusyjną dla europejskiego procesu decyzyjnego dotyczącego rozszerzenia Unii. Organizatorem Forum jest stowarzyszenie Europa-Forum Wachau we współpracy z Federalnym Ministerstwem Spraw Europejskich i Międzynarodowych oraz Urzędem krajowym Dolnej Austrii. Punkt ciężkości spoczywa na rozwoju polityki regionalnej państw położonych nad Dunajem. Szczególną uwagę poświęca się kwestiom rozwoju bezpieczeństwa, rozwoju regionalnego, gospodarczego i kulturalnego. Austriacki publicysta Paul Lendvai od czasu pierwszego Europejskiego Forum Wachau w 1995 r. wciąż moderuje jego dyskusje.
Na przestrzeni lat wielu wybitnych europejskich polityków przemawiało podczas Europejskiego Forum Wachau.

## Założenie i organizacja
Europejskie Forum Wachau, organizowane corocznie od 1995 roku, zostało założone w celu upowszechniania idei Europy. Impuls stanowiło przystąpienie Austrii do Unii Europejskiej po powszechnym referendum, które odbyło się 12 czerwca 1994 r. Miejsce, opactwo benedyktynów Göttweig niedaleko Wachau, wybrane zostało nieprzypadkowo. Chodziło z jednej strony o podkreślenie znaczenia chrześcijaństwa dla Europy, a z drugiej strony, przybliżenie spraw politycznych do zwykłego obywatela .
To coroczne wydarzenie organizowane jest przez rząd krajowy Dolnej Austrii. Ponadto Forum ściśle współpracuje z „Austriackim Instytutem Polityki Europejskiej i Bezpieczeństwa” oraz instytucjami edukacyjnymi. Europejskie Forum Wachau jest również wspierane przez sponsorów, takich jak Raiffeisen i innych.

## Pierwsza dekada 1995–2004

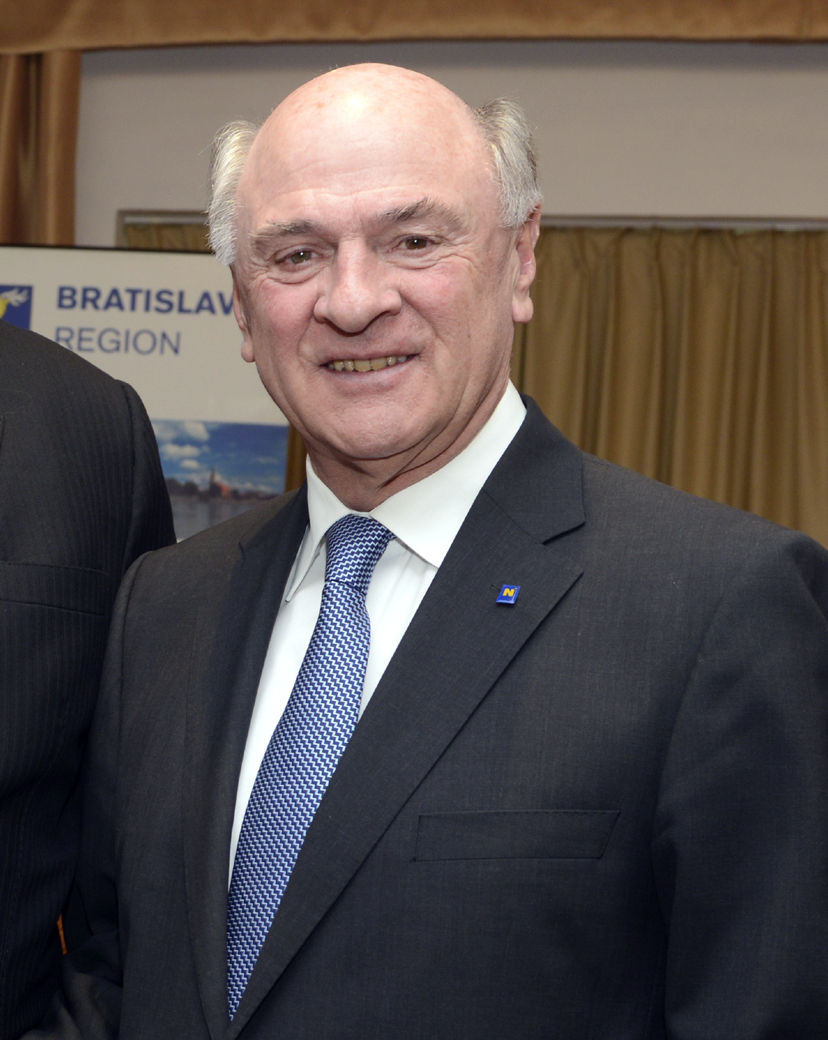
Erwin Pröll, 2015

Pierwsze spotkanie zorganizowane w ramach Europejskiego Forum w Wachau odbyło się sześć lat po upadku żelaznej kurtyny i zjednoczeniu Europy. W ciągu pierwszych dziesięciu lat na spotkaniach byli obecnymi premier Dolnej Austrii Erwin Pröll i były kanclerz federalny Wolfgang Schüssel, którzy w latach 1995–2004 uczestniczyli we wszystkich posiedzeniach.
Celem Forum było przyczynienie się do procesu integracji europejskiej sąsiednich krajów .
W wyniku rozszerzenia Unii Europejskiej o dziesięć innych państw członkowskich w 2004 r. Dolna Austria znalazła się w centrum UE, zarówno politycznie, jak i geograficznie. Umożliwiło to stopniowe zlikwidowanie granicy z państwami sąsiadującymi, takimi jak Republika Czeska czy Słowacja. 1 maja 2004 r. kraj federalny Dolnej Austrii zorganizował wraz ze swymi sąsiadami „Dzień trzech państw”. Nowa „Unia Europejska 25” była głównym tematem dziesiątego Forum Europejskiego w Wachau w tym samym roku .

## Europejskie Forum Wachau w latach 2013 i 2014 – kryzys i demokracja
2013

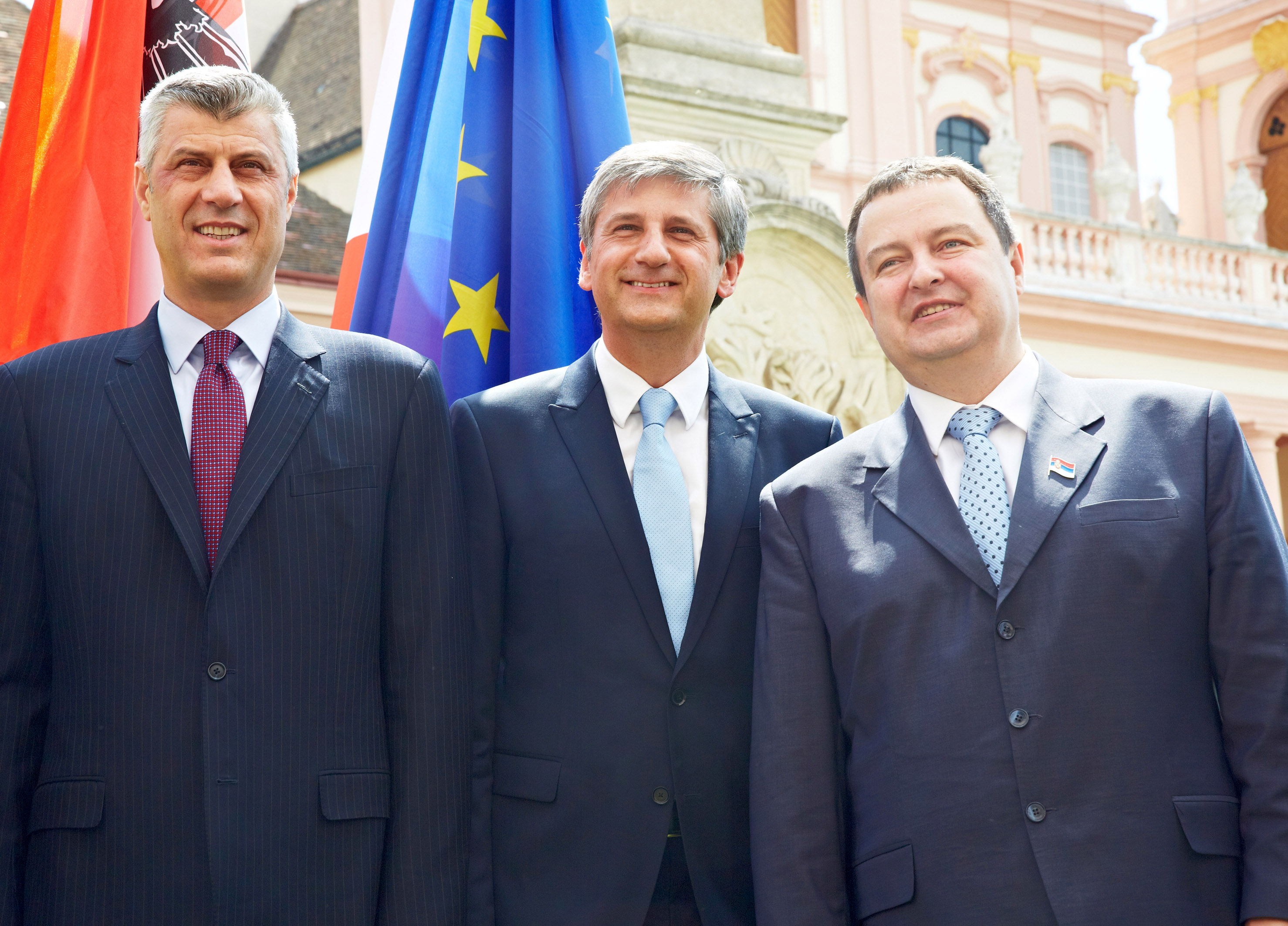
Minister spraw zagranicznych Austrii Michael Spindelegger (w centrum) oraz premier Serbii Ivica Dačić (po lewej) i premier Kosowa Hashim Thaçi (po prawej)

W roku 2013 Europejskie Forum Wachau odbyło się w dniach 15 i 16 czerwca. Tematem rozważań stała się sytuacja kryzysowa w krajach UE. Obradowano pod hasłem „Poza kryzysem – zarys nowej Europy”, otwierając dyskusję między politykami z krajów bałkańskich, UE i Austrii. Najważniejszym wydarzeniem było spotkanie szefów rządów Serbii i Kosowa. Austriacki minister Michael Spindelegger, który odpowiedzialny był za spotkanie z Ivicą Dačićem i Hashim Thaçicem, zapewnił, że spotkanie to stanowiło istotny krok obu państw w kierunku UE.
Jako specjalni goście obecni byli w sobotę i wygłosili przemówienia Miguel Herz-Kestranek, Erwin Pröll, Johannes Hahn i Valdis Dombrovskis.
2014

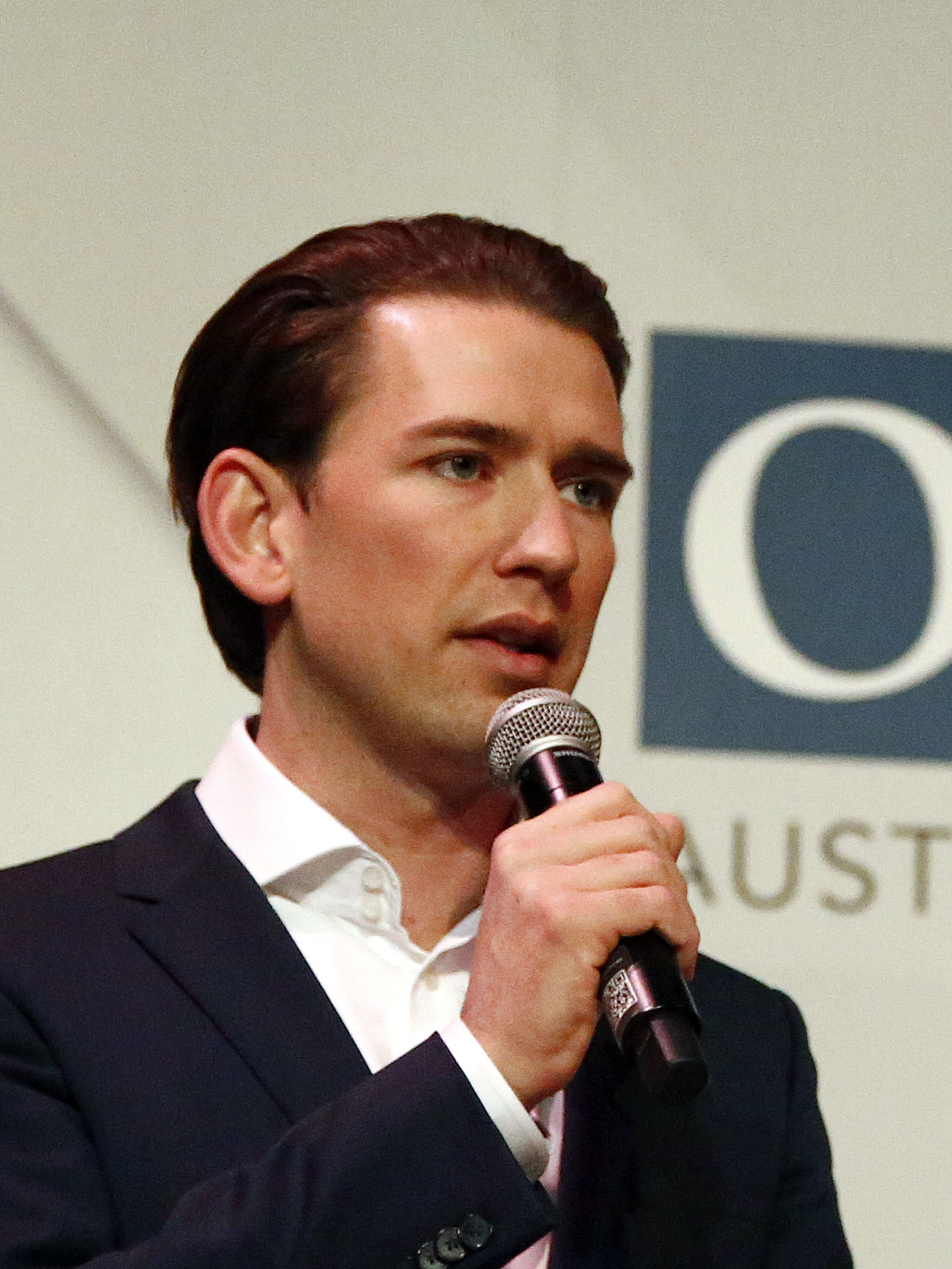
Minister spraw zagranicznych Austrii Sebastian Kurz, 2017

17 i 18 maja 2014 r. Europejskie Forum Wachau odbyło się pod hasłem „Demokracja w Europie – mamy wybór”. Głównym tematem debaty w 2014 r. był konflikt Ukrainy z Rosją i europejska polityka bezpieczeństwa.

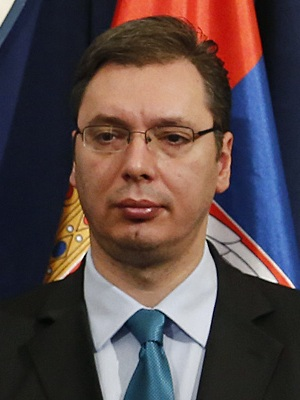
Premier Serbii Aleksandar Vučić

Spośród wybitnych gości byli: Erwin Pröll, Alfred Gusenbauer, Sebastian Kurz, Johannes Hahn i Michael Spindelegger. Premier Serbii Aleksandar Vučić musiał niestety odwołać planowaną wizytę z powodu powodzi w swoim kraju, zastępował go serbski ambasador Pero Jankovic.

## Europejskie Forum Wachau 2015
Temat dwudziestego Europejskiego Forum Wachau brzmiał: „Czy Europa wyczerpuje swoje granice? O roli Europy w świecie”. Najważniejszymi uczestnikami spotkania byli gruziński minister obrony Tinatin Khidasheli, komisarz ds. UE Johannes Hahn, serbski premier Aleksandar Vučić i Reinhold Mitterlehner.
Po zakończeniu posiedzeń Erwin Pröll podarował Paulowi Lendvaiowi honorową statuetkę św. Leopolda jako podziękowanie za zorganizowanie i prowadzenie dotychczasowych posiedzeń. Ponadto w roku 2015 po raz pierwszy przyznano nagrodę europejską.

## Europejskie Forum Wachau 2016
W 2016 r. Europejskie Forum Wachau odbyło się w dniach od 11 do 12 czerwca pod tytułem „Europa – zjednoczona w dobrobycie, podzielona w kryzysie”. Tym razem również moderował je Paul Lendvai. Dyskusje dotyczyły kryzysu związanego z uchodźcami, niebezpieczeństwa nacjonalizmu i populizmu, a także roli Europy w gospodarce. Zaproszeni zostali goście ze świata polityki, biznesu, kultury i mediów: austriacki minister spraw zagranicznych Sebastian Kurz, premier Dolnej Austrii Erwin Pröll, bułgarski minister spraw zagranicznych Daniel Mitow i wielu innych.

## Europejskie Forum 2017
Europejskie Forum Wachau odbyło się pod hasłem „Bliżej do obywatela Europy”.

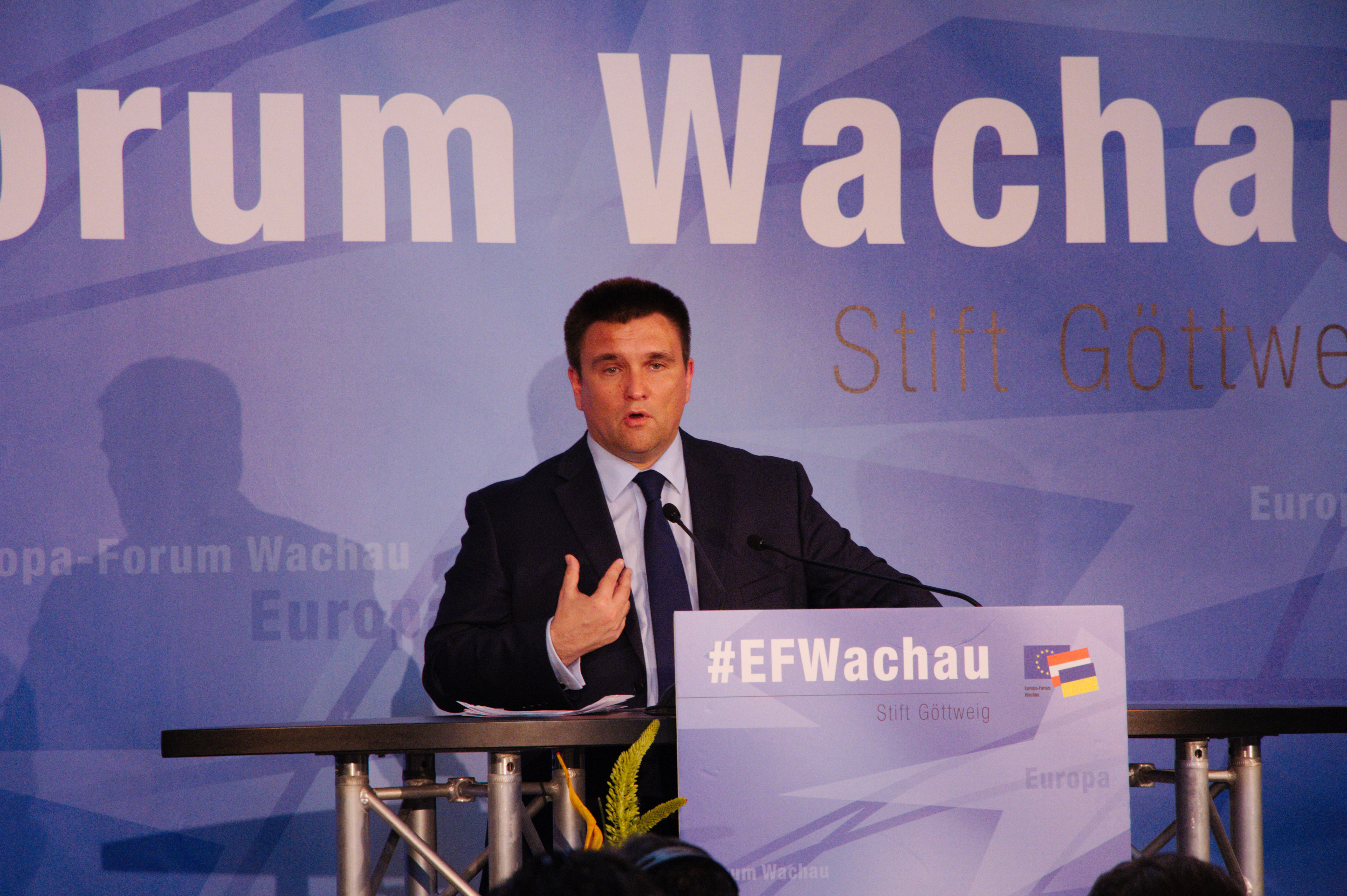
Minister spraw zagranicznych Ukrainy Pawło Klimkin, 2017

Cztery grupy robocze obradowały na posiedzeniach tematycznych
- Bezpieczeństwo: „Strategia globalna UE: w jaki sposób można zapewnić bezpieczeństwo UE?”
- Sprawy regionalne: „Europa różnorodności i subsydiarności: efektywność decyzyjna i obywatelstwo”
- Gospodarka: „Pomiędzy Azją a USA: jak Europa może pozostać konkurencyjną?”
- Kultura: „Cała kultura? Migracja, demokracja i państwo prawa w napiętych stosunkach?”[14].

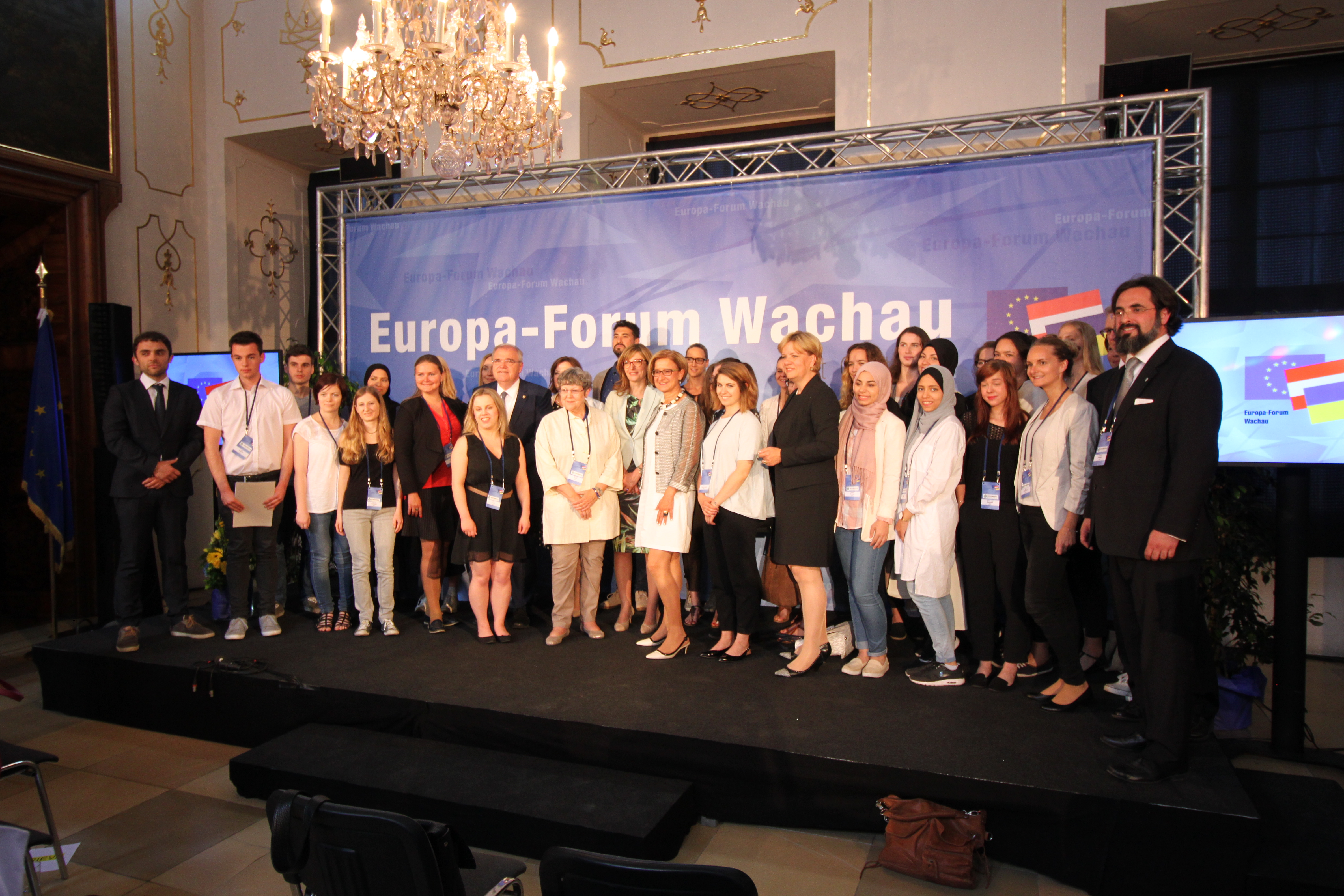
Europejskie Forum Wachau 2017, studenci Uniwersytetu Wiedeńskiego oraz Wikiversity

W roku 2017 po raz pierwszy Europejskie Forum Wachau stało się przedmiotem wykładów na Uniwersytecie Wiedeńskim. We współpracy z Wikimedia Austria studenci omawiali sprawy związane z Forum oraz prezentowali informacje w formie encyklopedycznej i jej tłumaczenia na inne języki w celu rozpowszechniania wiadomości o Forum w przestrzeni informacyjnej.

## Młodzież na Europejskim Forum Wachau
Dziesiąta edycja Europejskiego Forum Wachau w 2004 r. została zorganizowana przez Johannę Mikl-Leitner, ówczesną radczyni ds. socjalnych, pracy i rodziny w Dolnej Austrii. Młodzi ludzie w wieku od 18 do 25 lat ze wszystkich 25 państw członkowskich zostali zaproszeni do udziału w plenarnym posiedzeniu młodzieżowym. Celem obrad było wzmocnienie zaangażowania młodych ludzi tematyką Europy i zachęcanie do zawierania osobistych kontaktów.
Znamienne słowa: „Pojedynczo jesteśmy słowami, razem jesteśmy wierszem. Europa nie może pozostać słowem, Europa musi być wierszem” wygłosił Erwin Pröll podczas piętnastej rocznicy obchodów Europejskiego Forum Wachau.
Studenci Fachhochschule St. Pölten opracowali w 2016 r. różne koncepcje strategii PR dla Europejskiego Forum Wachau, które dotyczyły mediów społecznościowych i działań prasowych przed, w trakcie i po wydarzeniu. Niektóre z tych propozycji zostały przyjęte i wdrożone w życie.